# おうちがいちばん (曲)
『おうちがいちばん』は、こおろぎさとみがチー名義で歌ったキャラクターソングのシングル。2008年5月21日、ランティスのMellowHeadレーベルよりリリース。規格品番はLHCM-1041。

## 概要
本作はテレビ東京系列にて放送された、こなみかなた原作による1話3分の短編アニメ『チーズスイートホーム』のオープニングテーマ。カップリングは同アニメのイメージソングと作曲者の伊藤真澄が歌うアレンジソング。
主人公となる子猫のキャラクター「チー」を演じるこおろぎさとみによって歌われており、歌手クレジットも「チー」となっている。
こおろぎさとみが歌う歌詞は全て、作中においてチー語と呼ばれている幼児語に似た舌足らずな喋り方で歌われている。

## 収録曲
（全作詞：畑亜貴、作曲・編曲：伊藤真澄）
1. おうちがいちばん
歌：こおろぎさとみ
テレビ東京系アニメ『チーズスイートホーム』オープニングテーマ
2. まいごのまいごの…
歌：こおろぎさとみ
3. おうちがいちばん-wonderful ver.-
歌：伊藤真澄
4. おうちがいちばん（カラオケ）
5. まいごのまいごの…（カラオケ）
6. おうちがいちばん-wonderful ver.-（カラオケ）